# Reproducción 3D
El principal problema de reproducir en 3 dimensiones, es cómo lograr la sensación de profundidad que el cerebro del ojo humano consigue mediante un proceso complejo que consta de diversos mecanismos:
1. Pistas monoculares: son un conjunto de conocimientos que nos permiten diferenciar objetos, formas o tamaños basándonos en experiencias previas.
2. La acomodación de los ojos: los cambios que sufren los músculos del cristalino para enfocar un objeto proporcionan al cerebro información de la distancia a la que esta. 
3. La diferencia entre la imagen captada por el ojo derecho y izquierdo: Cada ojo envía una imagen al cerebro en cada momento. Las dos imágenes son iguales, solo que están desplazadas una pequeña distancia, debido a la separación entre ojos. De esta manera, nuestro cerebro superpone las 2 imágenes, con una pequeña distancia entre ellas, y a partir de esa separación determina la distancia a la que está (contra más separación más cerca estará el objeto).

## Diferentes Tecnologías
Dentro del mundo de la televisión, podríamos separar las tecnologías en 2 grupos: las que necesitan gafas y las que no.
- Necesitan gafas:
Los dispositivos que sí las necesitan se componen por un sistema de televisión que emite 2 imágenes que se alternan rápidamente y unas gafas que dejan pasar una imagen para cada ojo, variando a la misma frecuencia que alterna el emisor. 
Otro tipo, el utilizado en Imax consiste en emitir las 2 imágenes a la vez por pantalla. Se obtienen las imágenes mediante unas gafas anaglifo o polarizadas.
Las anaglíficas están formadas por 2 lentes de diferente color que captan todas las longitudes de onda excepto la del color de la lente. Mientras que las polarizadas se componen de 2 lentes grisáceas donde cada lente deja pasar unas longitudes de onda concretas y prescinde de las otras. 
- No las necesitan:
Se utiliza un sistema autoestereoscópico, para ello se crea un LCD plano donde cada píxel de la imagen emite 2 señales luminosos y, mediante lentes lenticulares se refracta la luz y se consigue que cada ojo acepte un único señal, pero que sea diferente dependiendo de la posición del observador. Aun están en desarrollo porque tienen 2 problemas importantes, el primero es que solo se aprecia el 3D en posiciones concretas y el segundo es que puede provocar mareo y cansa a la vista. 
También se está estudiando la posibilidad de conseguir pantallas que no emitan luz, basándose en el comportamiento de ciertos animales, como por ejemplo las sepias. Estas pantallas reflejan las longitudes de onda no visibles de la luz (ultravioleta o infrarrojos) y utilizan un material que varía de color en función de la tensión que recibe. Esto produce imágenes que no necesitan muchos recursos para funcionar ya que no crean luz, pero tienen el problema de que no se ve nada si no tienen ningún impulso luminoso que reflejar. 
Pero no solo se innova en pantallas o cámaras 3D sino que se estudian en muchas otras formas de reproducción 3D, como por ejemplo estudios para conseguir unas conferencias más reales donde puedas ver la cara de otra persona mediante sistemas holográficos en 3D que proyectan un vídeo de alta velocidad en un espejo de hilado hecho de aluminio cepillado. Se graba utilizando 2 proyectores DLP de alta velocidad para actualizar la imagen rápidamente. Luego se reproduce sobre el espejo y cada proyector, en vez de dar una imagen en color, toma un marco en color de 24 bits de vídeo y muestra cada bit en marcos separados secuencialmente. El espejo refleja muchas vistas únicas de la escena para que el espectador sea capaz de ver un buen resultado en 180° del campo visual.